# 19.ª etapa do Tour de France de 2019
A 19.ª etapa do Tour de France de 2019 teve lugar a 26 de julho de 2019 entre Saint-Jean-de-Maurienne e Tignes sobre um percurso de 123 km. A etapa não teve ganhador depois de suspender na descida do Col de l'Iseran devido às condições meteorológicas. No entanto, sim que se contabilizaram os tempos na cume de dito porto para a classificação geral, se convertendo o colombiano Egan Bernal da INEOS no novo portador do maillot jaune.

## Classificação da etapa
| \| Classificação por etapas \| Classificação por etapas \| Classificação por etapas \| Classificação por etapas \| Classificação por etapas \| \| Ciclista \| Ciclista \| Equipe \| Tempo \| \| \| ------------------------ \| ------------------------ \| ------------------------ \| ------------------------ \| ------------------------ \| \| 1. \| Egan Bernal \| Team Ineos \| 2h40m31s \| \| \| 2. \| Simon Yates \| Mitchelton-Scott \| + 13s \| \| \| 3. \| Warren Barguil \| Arkéa-Samsic \| + 40s \| \| \| 4. \| Laurens De Plus \| Team Jumbo-Visma \| + 58s \| \| \| 5. \| Steven Kruijswijk \| Team Jumbo-Visma \| + 58s \| \| \| 6. \| Geraint Thomas \| Team Ineos \| + 58s \| \| \| 7. \| Emanuel Buchmann \| Bora-Hansgrohe \| + 58s \| \| \| 8. \| Vincenzo Nibali \| Bahrain-Merida \| + 58s \| \| \| 9. \| Rigoberto Urán \| EF Education First \| + 58s \| \| \| 10. \| Mikel Landa \| Movistar Team \| + 58s \| \| |                   |                    |          |
| |                   |                    |          |
| Fonte: ProCyclingStats |                   |                    |          |
| Classificação por etapas |                   |                    |          |
| Ciclista | Ciclista          | Equipe             | Tempo    |
| 1. | Egan Bernal       | Team Ineos         | 2h40m31s |
| 2. | Simon Yates       | Mitchelton-Scott   | + 13s    |
| 3. | Warren Barguil    | Arkéa-Samsic       | + 40s    |
| 4. | Laurens De Plus   | Team Jumbo-Visma   | + 58s    |
| 5. | Steven Kruijswijk | Team Jumbo-Visma   | + 58s    |
| 6. | Geraint Thomas    | Team Ineos         | + 58s    |
| 7. | Emanuel Buchmann  | Bora-Hansgrohe     | + 58s    |
| 8. | Vincenzo Nibali   | Bahrain-Merida     | + 58s    |
| 9. | Rigoberto Urán    | EF Education First | + 58s    |
| 10. | Mikel Landa       | Movistar Team      | + 58s    |

## Classificações ao final da etapa

### Classificação geral(Maillot Jaune)
| \| Classificação geral \| Classificação geral \| Classificação geral \| Classificação geral \| Classificação geral \| \| Ciclista \| Ciclista \| Equipe \| Tempo \| \| \| ------------------- \| ------------------- \| --------------------- \| ------------------- \| ------------------- \| \| 1. \| Egan Bernal \| Team Ineos \| 78h00m42s \| \| \| 2. \| Julian Alaphilippe \| Deceuninck-Quick Step \| + 45s \| \| \| 3. \| Geraint Thomas \| Team Ineos \| + 1m11s \| \| \| 4. \| Steven Kruijswijk \| Team Jumbo-Visma \| + 1m23s \| \| \| 5. \| Emanuel Buchmann \| Bora-Hansgrohe \| + 1m50s \| \| \| 6. \| Mikel Landa \| Movistar Team \| + 4m30s \| \| \| 7. \| Rigoberto Urán \| EF Education First \| + 5m09s \| \| \| 8. \| Nairo Quintana \| Movistar Team \| + 5m17s \| \| \| 9. \| Alejandro Valverde \| Movistar Team \| + 6m25s \| \| \| 10. \| Richie Porte \| Trek-Segafredo \| + 6m28s \| \| |                    |                       |           |
| |                    |                       |           |
| Fonte: ProCyclingStats |                    |                       |           |
| Classificação geral |                    |                       |           |
| Ciclista | Ciclista           | Equipe                | Tempo     |
| 1. | Egan Bernal        | Team Ineos            | 78h00m42s |
| 2. | Julian Alaphilippe | Deceuninck-Quick Step | + 45s     |
| 3. | Geraint Thomas     | Team Ineos            | + 1m11s   |
| 4. | Steven Kruijswijk  | Team Jumbo-Visma      | + 1m23s   |
| 5. | Emanuel Buchmann   | Bora-Hansgrohe        | + 1m50s   |
| 6. | Mikel Landa        | Movistar Team         | + 4m30s   |
| 7. | Rigoberto Urán     | EF Education First    | + 5m09s   |
| 8. | Nairo Quintana     | Movistar Team         | + 5m17s   |
| 9. | Alejandro Valverde | Movistar Team         | + 6m25s   |
| 10. | Richie Porte       | Trek-Segafredo        | + 6m28s   |

### Classificação por pontos(Maillot Vert)
| Classificação por pontos | Classificação por pontos | Classificação por pontos | Classificação por pontos | Classificação por pontos |
| Ciclista                 | Ciclista                 | Equipe                   | Pontos                   |                          |
| ------------------------ | ------------------------ | ------------------------ | ------------------------ | ------------------------ |
| 1.                       | Peter Sagan              | Bora-Hansgrohe           | 309 pts                  |                          |
| 2.                       | Elia Viviani             | Deceuninck-Quick Step    | 224 pts                  |                          |
| 3.                       | Sonny Colbrelli          | Bahrain-Merida           | 203 pts                  |                          |
| 4.                       | Michael Matthews         | Team Sunweb              | 201 pts                  |                          |
| 5.                       | Caleb Ewan               | Lotto-Soudal             | 198 pts                  |                          |
| 6.                       | Matteo Trentin           | Mitchelton-Scott         | 180 pts                  |                          |
| 7.                       | Jasper Stuyven           | Trek-Segafredo           | 157 pts                  |                          |
| 8.                       | Greg Van Avermaet        | CCC Team                 | 149 pts                  |                          |
| 9.                       | Julian Alaphilippe       | Deceuninck-Quick Step    | 119 pts                  |                          |
| 10.                      | Dylan Groenewegen        | Team Jumbo-Visma         | 116 pts                  |                          |

### Classificação da montanha(Maillot à Pois Rouges)
| Classificação da montanha | Classificação da montanha | Classificação da montanha | Classificação da montanha | Classificação da montanha |
| Ciclista                  | Ciclista                  | Equipe                    | Pontos                    |                           |
| ------------------------- | ------------------------- | ------------------------- | ------------------------- | ------------------------- |
| 1.                        | Romain Bardet             | AG2R La Mondiale          | 86 pts                    |                           |
| 2.                        | Tim Wellens               | Lotto-Soudal              | 74 pts                    |                           |
| 3.                        | Damiano Caruso            | Bahrain-Merida            | 67 pts                    |                           |
| 4.                        | Simon Yates               | Mitchelton-Scott          | 59 pts                    |                           |
| 5.                        | Egan Bernal               | Team Ineos                | 58 pts                    |                           |
| 6.                        | Nairo Quintana            | Movistar Team             | 58 pts                    |                           |
| 7.                        | Alexey Lutsenko           | Astana                    | 45 pts                    |                           |
| 8.                        | Steven Kruijswijk         | Team Jumbo-Visma          | 40 pts                    |                           |
| 9.                        | Thomas De Gendt           | Lotto-Soudal              | 38 pts                    |                           |
| 10.                       | Julian Alaphilippe        | Deceuninck-Quick Step     | 33 pts                    |                           |

### Classificação do melhor jovem(Maillot Blanc)
| Classificação dos jovens | Classificação dos jovens | Classificação dos jovens | Classificação dos jovens | Classificação dos jovens |
| Ciclista                 | Ciclista                 | Equipe                   | Tempo                    |                          |
| ------------------------ | ------------------------ | ------------------------ | ------------------------ | ------------------------ |
| 1.                       | Egan Bernal              | Team Ineos               | 78h00m42s                |                          |
| 2.                       | David Gaudu              | Groupama-FDJ             | + 20m45s                 |                          |
| 3.                       | Enric Mas                | Deceuninck-Quick Step    | + 52m53s                 |                          |
| 4.                       | Laurens De Plus          | Team Jumbo-Visma         | + 58m02s                 |                          |
| 5.                       | Gregor Mühlberger        | Bora-Hansgrohe           | + 1h03m48s               |                          |
| 6.                       | Giulio Ciccone           | Trek-Segafredo           | + 1h13m35s               |                          |
| 7.                       | Lennard Kämna            | Team Sunweb              | + 1h36m59s               |                          |
| 8.                       | Tiesj Benoot             | Lotto-Soudal             | + 1h53m40s               |                          |
| 9.                       | Nils Politt              | Katusha-Alpecin          | + 2h02m44s               |                          |
| 10.                      | Gianni Moscon            | Team Ineos               | + 2h26m13s               |                          |

### Classificação por equipas(Classement par Équipe)
| Classificação por equipes | Classificação por equipes | Classificação por equipes | Classificação por equipes |
| Equipe                    | Equipe                    | Tempo                     |                           |
| ------------------------- | ------------------------- | ------------------------- | ------------------------- |
| 1.                        | Movistar Team             | 234h09m18s                |                           |
| 2.                        | Trek-Segafredo            | + 28m50s                  |                           |
| 3.                        | Ineos                     | + 57m42s                  |                           |
| 4.                        | EF Education First        | + 1h15m15s                |                           |
| 5.                        | Bora-hansgrohe            | + 1h17m30s                |                           |
| 6.                        | Groupama-FDJ              | + 1h28m14s                |                           |
| 7.                        | Team Jumbo-Visma          | + 1h30m25s                |                           |
| 8.                        | AG2R La Mondiale          | + 1h52m00s                |                           |
| 9.                        | UAE Team Emirates         | + 1h57m07s                |                           |
| 10.                       | Astana                    | + 2h13m28s                |                           |

## Abandonos
- Thibaut Pinot, com um rasgo muscular no vasto interno, abandonou durante a etapa.[2]